# Efferia tagax
Efferia tagax este o specie de muște din genul Efferia, familia Asilidae. A fost descrisă pentru prima dată de Samuel Wendell Williston  în anul 1885. Conform Catalogue of Life specia Efferia tagax nu are subspecii cunoscute.